# Басим (посёлок)
Басим — посёлок в Соликамском районе Пермского края. Административный центр Басимского сельского поселения.

## История
Населённый пункт возник в 1958 году, когда здесь был создан Урольский леспромхоз. С сентября 1988 до января 2006 года Басим был центром Урольского сельского совета.

## Географическое положение
Расположен в юго-западной части района, на левом берегу реки Уролка, примерно в 92 км к северо-западу от районного центра, города Соликамск.

## Население
| 2010 |
| ---- |
| 461  |

## Улицы[3]
- Боровая ул.
- Восточная ул.
- Культуры ул.
- Молодёжная ул.
- Пионерская ул.
- Пролетарская ул.
- Советская ул.
- Набережная ул.
- Лесная ул.

## Топографические карты
- Лист карты O-40-4 Басим. Масштаб: 1 : 100 000. Состояние местности на 1982 год. Издание 1989 г.